# Slittino ai II Giochi olimpici giovanili invernali - Staffetta mista

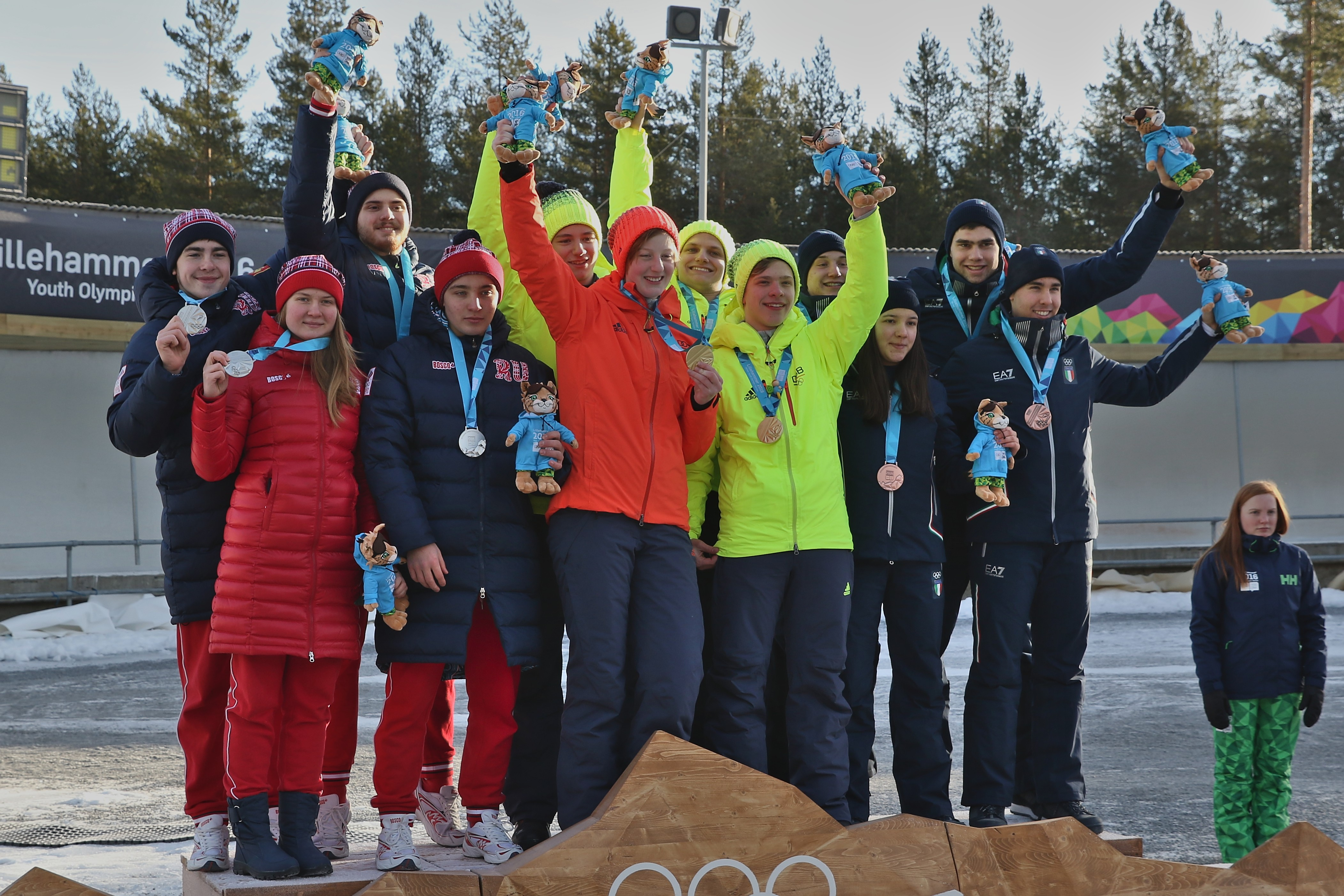
Le atlete e gli atleti componenti le prime tre squadre classificate sul podio della staffetta mista

Nello slittino ai II Giochi olimpici giovanili invernali di Lillehammer 2016 la gara della staffetta mista si è tenuta il 16 febbraio a Lillehammer, in Norvegia, sulla pista olimpica omonima.
Sin dalla prima rassegna olimpica di Innsbruck 2012 la staffetta mista era composta da tre frazioni: singolo femminile, singolo maschile e  doppio; in quest'ultima disciplina la coppia poteva essere composta da due ragazzi, due ragazze o un ragazzo e una ragazza, a discrezione della squadra partecipante.
Hanno preso parte alla competizione 52 atlete/i in rappresentanza di 14 differenti nazioni divisi in 13 compagini, delle quali una era costituita da atleti appartenenti a due federazioni differenti. La medaglia d'oro è stata conquistata dalla squadra tedesca formata da Jessica Tiebel, Paul-Lukas Heider, Hannes Orlamünder e Paul Gubitz, davanti alla compagine russa composta da Olesja Michajlenko, Evgenij Petrov, Vsevolod Kaškin e Konstantin Koršunov, medaglia d'argento, e a quella italiana costituita da Marion Oberhofer, Fabian Malleier, Felix Schwarz e Lukas Gufler, bronzo.

## Risultato
| Pos. | Pett.          | Atlete/i                                                                                 | Nazione                  | Tempi delle frazioni     | Totale   | Distacco |
| ---- | -------------- | ---------------------------------------------------------------------------------------- | ------------------------ | ------------------------ | -------- | -------- |
|      | 13-1 13-2 13-3 | Jessica Tiebel Paul-Lukas Heider Hannes Orlamünder / Paul Gubitz                         | Germania                 | 56"760 57"737 58"023     | 2'52"520 | –        |
|      | 10-1 10-2 10-3 | Olesja Michajlenko Evgenij Petrov Vsevolod Kaškin / Konstantin Koršunov                  | Russia                   | 56"953 57"571 58"184     | 2'52"708 | +0"188   |
|      | 11-1 11-2 11-3 | Marion Oberhofer Fabian Malleier Felix Schwarz / Lukas Gufler                            | Italia                   | 57"917 57"683 57"440     | 2'52"040 | +0"520   |
| 4    | 12-1 12-2 12-3 | Brooke Apshkrum Reid Watts Marr Riddle / Adam Shippit                                    | Canada                   | 57"147 57"802 58"600     | 2'53"549 | +1"029   |
| 5    | 9-1 9-2 9-3    | Anda Upīte Kristers Aparjods Aksels Tupe / Kaspars Šļahota                               | Lettonia                 | 57"941 57"016 58"325     | 2'54"687 | +2"167   |
| 6    | 4-1 4-2 4-3    | Mihaela-Carmen Manolescu Theodor Andrei Turea Vasile Marian Gîtlan / Flavius Ion Crăciun | Romania                  | 58"032 58"462 58"767     | 2'55"261 | +2"741   |
| 7    | 6-1 6-2 6-3    | Olena Smaha Ihor Stachiv Andrij Lysec'kyj / Myroslav Levkovyč                            | Ucraina                  | 57"605 59"202 1'00"121   | 2'56"928 | +4"408   |
| 8    | 7-1 7-2 7-3    | Katarína Šimoňáková Richard Gavlas Tomáš Vaverčák / Matej Zmij                           | Slovacchia               | 58"232 58"977 59"944     | 2'57"153 | +4"633   |
| 9    | 8-1 8-2 8-3    | Madeleine Egle Bastian Schulte Jakob Schmid / Juri Gatt                                  | Austria                  | 57"176 57"948 1'02"286   | 2'57"410 | +4"890   |
| 10   | 1-1 1-2 1-3    | Ashley Farquharson Justin Taylor Duncan Biles / Alanson Owen                             | Stati Uniti              | 57"750 1'00"090 1'00"020 | 2'57"860 | +5"340   |
| 11   | 2-1 2-2 2-3    | Nadia Chodorek Kacper Tarnawski Artur Zubel / Daniel Rola                                | Polonia                  | 59"415 59"302 1'00"041   | 2'58"758 | +6"238   |
| 12   | 5-1 5-2 5-3    | Anastasija Bogačeva Lucas Gebauer-Barrett Roman Jefremov / Denis Tat'jančenko            | Kazakistan Gran Bretagna | 59"432 59"536 1'02"099   | 3'01"067 | +8"547   |
| '    | 3-1 3-2 3-3    | Michaela Maršíková Michael Lejsek Filip Vejdělek / Zdeněk Pěkný                          | Rep. Ceca                | DSQ                      | -        | -        |

Data: Martedì 16 febbraio 2016

Ora locale: 09:30

Pista: Pista Olimpica di Lillehammer

Legenda:
- Pos. = posizione
- Pett. = pettorale
- DSQ = Squalificata (Disqualified)
- in grassetto: miglior tempo di manche